# Martin Rehak
Martin Rehak (* 1973 in Aschaffenburg) ist ein deutscher Kirchenrechtler.

## Leben
Von 1992 bis 2000 studierte er katholische Theologie und Rechtswissenschaft in Würzburg. Von 2000 bis 2001 leistete er den Grundwehrdienst in Hammelburg und Neubiberg. Von 2001 bis 2003 absolvierte er das juristische Referendariat und war nebenbei als wissenschaftlicher Mitarbeiter am Lehrstuhl für Kirchenrecht insbesondere Verwaltungsrecht und Kirchliche Rechtsgeschichte an der LMU München tätig. 2003 legte er das zweite juristische Staatsexamen ab. Von 2003 bis 2005 war er Rechtsanwalt in der Kanzlei Westermeyr & Lerg in München.
Von 2003 bis 2009 studierte er Kirchenrecht am Klaus-Mörsdorf-Studium für Kanonistik (Lizentiat 2009). Von 2005 bis 2011 war er wissenschaftlicher Assistent bzw. Akademischer Rat a. Z. am Lehrstuhl für Kirchenrecht insbesondere Verwaltungsrecht und Kirchliche Rechtsgeschichte an der LMU München. Von 2007 bis 2013 arbeitete er als Ehebandverteidiger am Erzbischöflichen Konsistorium und Metropolitangericht München mit. Nach der Promotion 2009 zum Dr. iur. can. war er von 2012 bis 2017 Rechtsanwalt in der Kanzlei Westermeyr & Lerg und hatte Lehraufträge in München, Salzburg und Trier. Nach der Habilitation 2016 in München mit Zuerkennung der Lehrbefähigung für das Fachgebiet „Kirchenrecht, kirchliche Rechtsgeschichte und Staatskirchenrecht“ lehrt er seit 2017 als Professor an der Julius-Maximilians-Universität Würzburg.
Seit Oktober 2023 ist er Inhaber der Professur für Kirchenrecht, insbesondere Verwaltungsrecht sowie Kirchliche Rechtsgeschichte an der Ludwig-Maximilians-Universität München.
Seine Forschungsschwerpunkte sind kirchliche Rechtsgeschichte, kanonisches Verfassungsrecht, kanonisches Eherecht und Prozessrecht, liturgisches Recht und Staatskirchenrecht.

## Werke (Auswahl)
- mit Stephan Haering und Burghard Pimmer-Jüsten (Hrsg.): Statuten der deutschen Domkapitel (Subsidia ad ius canonicum vigens applicandum. Band 6). Metten 2003. ISBN 3-930725-02-9.
- Der außerordentliche Gebrauch der alten Form des römischen Ritus. Kirchenrechtliche Skizzen zum Motu Proprio Summorum Pontificum vom 07.07.2007 (Münchener theologische Studien. 3 Kanonistische Abteilung. Band 64). Sankt Ottilien 2009. ISBN 978-3-8306-7412-2 (zugleich Lizenziatsarbeit, München 2009).
- Heinrich Maria Gietl (1851–1918). Leben und Werk (Münchener theologische Studien. 3 Kanonistische Abteilung. Band 65). Sankt Ottilien 2011. ISBN 978-3-8306-7417-7 (zugleich Dissertation, München 2009).
- Der Verzicht des Bischofs von Rom auf den Titel „Patriarch des Okzidents“ und die kanonische Verfassung der katholischen Kirche. Geschichte – Kirchenrecht – Ekklesiologie. (Münchener theologische Studien. 3 Kanonistische Abteilung. Band 83). Sankt Ottilien 2022. ISBN 978-3-8306-8117-5.